# Psephenops argentinensis
Psephenops argentinensis is een keversoort uit de familie keikevers (Psephenidae). De wetenschappelijke naam van de soort werd in 1967 gepubliceerd door Joseph Delève.